# 道通智能
深圳市道通智能航空技术股份有限公司簡稱道通智能（英文：Autel Robotics），是一家中国无人机制造商。 道通智能曾是道通科技的子公司，在道通科技上市前道通智能被分拆。 道通智能總部位於深圳南山智园。

## 历史
道通智能於2014年在深圳市创立 。
道通智能得到了中国政府的资助和支持。 该公司于2015年发布了首款无人机X-Star，此外該企業还拥有包括Evo和Dragon Fish系列在內的产品线。 
2021年，道通智能在美国无人机市场占有7%的份额。 在主要竞争对手大疆创新受到美国政府的限制后，其市场份额有所上升。 美國執法機構和政府機構購買了不少道通智能的無人機產品。 